# Фонте Нуова
Фо̀нте Нуо̀ва (на италиански: Fonte Nuova) е община в Централна Италия, провинция Рим, регион Лацио. Разположена е на 130 m надморска височина. Населението на общината е 28 620 души (към 2010 г.).
Административен център на общината е град Тор Лупара (Tor Lupara).